# Rote Säule (Tauernhauptkamm)
Die Rote Säule (auch Rote Saile) ist ein 2993 m ü. A.  hoher Berg im Alpenhauptkamm in der Venedigergruppe. Er liegt an der Grenze von Salzburg und  Osttirol.

## Lage und Aufstiegsmöglichkeiten
Die Rote Säule ist ein Berggipfel im äußersten Norden des Bezirks Lienz. Er befindet sich im Tauernhauptkamm zwischen dem Roten Kogel (2946 m ü. A.) im Südosten und dem Abretter (2979 m ü. A.) im Nordwesten, wobei die Rote Säule vom Abretter durch die Abretterscharte (2856 m ü. A.) getrennt ist. Die Rote Säule verfügt über eine breite Nord- bzw. Ostwand, im Süden befinden sich die Reste des Gschlößkees. Die Rote Säule kann vom Venedigerhaus aus bestiegen werden, wobei man vom Wanderweg Richtung Sandebentörl nach Nordwesten abzweigt.